# Gia Mantegna
Gina Cristine Mantegna (Nueva York, 17 de abril de 1990), más conocida como Gia Mantegna, es una actriz estadounidense, hija del actor Joe Mantegna.

## Biografía
Gia nació en Nueva York y se mudó a Los Ángeles donde vive con sus padres, Joe Mantegna y Arlene Vrhel y su hermana Mia. Mientras que crecía siempre fue entrenada para ser gimnasta y para bailar ballet o danza clásica. Tuvo una relación con el también actor, Mitchel Musso en el 2009.

## Carrera
Mantegna hizo su debut a los trece años, en el 2003, con un papel protagonista en la película Uncle Nino junto a Anne Archer y su padre, Joe Mantegna.
Luego apareció en la película El sueño de mi vida. En 2006, a los dieciséis años, Gina personificó a Grace Conrad en la película de Warner Bros. ¡Peligro! menores sueltos. También actuó en la serie Murder Box para Fox. 
Hizo un rol en la película independiente The Neighbor al lado de Matthew Modine, Michelle Laroque y Ed Quinn. 
También actuó en la tercera temporada de la serie Mentes criminales, donde ella actúa como Lindsey Vaughn, una adolescente que fue secuestrada y testigo de la muerte de su mejor amiga, y reaparece en la decimosegunda temporada. Mantegna hace el rol de Patty Mary en la serie de ABC Vida secreta de una adolescente. En 2017, Mantegna repitió este papel en la serie.

## Filmografía

### Cine
| Año  | Película                  | Papel             | Director          |
| ---- | ------------------------- | ----------------- | ----------------- |
| 2015 | Blood Shy (posproducción) | Nikki Duke        | Brandon Willer    |
| 2014 | The Prince                | Beth              | Brian A. Miller   |
| 2014 | Squatters                 | Stephanie         | Martin Weisz      |
| 2014 | Ask Me Anything           | Jade              | Allison Burnett   |
| 2014 | California Scheming       | Chloe Vandersteen | Marco Weber       |
| 2013 | Jake Squared              | Sarah             | Howard Goldberg   |
| 2013 | Caza al asesino           | Debbie Peters     | Scott Walker      |
| 2013 | Empire State              | Vicky             | Dito Montiel      |
| 2011 | Getting That Girl         | Mandy Meyers      | Nathanael Coffman |
| 2011 | Emergo                    | Caitlin White     | Carles Torrens    |
| 2010 | And Soon the Darkness     | Camila            | Marcos Efron      |
| 2007 | The Neighbor              | Ally              | Eddie O'Flaherty  |
| 2007 | Entre mujeres             | Adolescente       | Jonathan Kasdan   |
| 2006 | ¡Peligro! menores sueltos | Grace Conrad      | Paul Feig         |
| 2005 | Murder Book               | Claire Gilroy     | Antoine Fuqua     |
| 2004 | El sueño de mi vida       | Gina              | Gary Winick       |
| 2003 | Uncle Nino                | Gina              | Robert Shallcross |

### Televisión
| Año        | Título                               | Papel          | Episodios         |
| ---------- | ------------------------------------ | -------------- | ----------------- |
| 2014-2017  | The Middle                           | Devin Levin    | 10 episodios      |
| 2013       | Perception                           | Erica Beecher  | «Asylum»          |
| 2010-2011  | Gigantic                             | Vanessa King   | 18 episodios      |
| 2009       | Medium                               | Devin Mitchell | «Who's that girl» |
| 2008-2009  | Vida secreta de una adolescente      | Patty          | 3 episodios       |
| 2008, 2017 | Mentes criminales                    | Lindsey Vaughn | 4 episodios       |
| 2007       | All I Want for Christmas (Telefilme) | Mary           | -                 |

### Cortometrajes
| Año  | Título                     | Papel   | Director                   |
| ---- | -------------------------- | ------- | -------------------------- |
| 2015 | Parallel Preproducción     | Ashley  | Jeffrey Scott Collins      |
| 2014 | The Bees and the Birdhouse | Heather | Murphy Cross y Joel Spence |